# Чемпионат Болгарии по футболу 1925
Чемпионат Болгарии по футболу 1925 — 2-й розыгрыш Государственного чемпионата Болгарии, организованный Болгарской национальной федерацией спорта (БНФС). Чемпионат проводился по олимпийской системе (один матч). Количество команд — 6. В случае ничейного результата назначалось дополнительное время, а в случае ничьи — матч переигрывался на следующий день. Финал проходит в Софии. Победитель награждался Царским кубком.

## Команды
В соревновании участвовали шесть победителей местных спортивных федераций:
| Федерация                          | Команда           |
| ---------------------------------- | ----------------- |
| Северо-болгарская федерация спорта | Владислав Варна   |
| Софийская федерация спорта         | Левски            |
| Приморская федерация спорта        | Асеновец (Сливен) |
| Фракийская федерация спорта        | БП 25* (Пловдив)  |
| Юго-Западная федерация спорта      | Левски (Дупница)  |
| Бдинская федерация спорта          | Орел (Враца)      |

- *Полное название: Бенковски-Победа 25 (Пловдив)

## Четвертьфинал
| № | Хозяева          | Счёт     | Гости             |
| - | ---------------- | -------- | ----------------- |
| 1 | Левски (Дупница) | 5-0      | Орел (Враца)      |
| 2 | Владислав Варна  | 3-0 д.в. | Асеновец (Сливен) |

## Полуфинал
| № | Хозяева          | Счёт | Гости            |
| - | ---------------- | ---- | ---------------- |
| 1 | Владислав Варна  | 4-0  | Левски (Дупница) |
| 2 | БП 25* (Пловдив) | 0-4  | Левски           |

## Финал
| Левски | 0–2 | Владислав Варна                  |
| ------ | --- | -------------------------------- |
|        |     | Петр Иванов 3′ (авт.) · Терзетта |

| ВР            |  | Петр Иванов         |
| Защ           |  | Александр Христов   |
| Защ           |  | Иван Радонов        |
| Защ           |  | Симеон Янков        |
| ПЗ            |  | Гено Матеев         |
| ПЗ            |  | Димитар Дражев      |
| Нап           |  | Кирил Петрунов      |
| Нап           |  | Димитр Мутафчиев    |
| Нап           |  | Цветан Генев (к)    |
| Нап           |  | Константин Мазников |
| Нап           |  | Кирил Йовович       |
| Тренер:       |  |                     |
| Борис Василев |  |                     |

| ВР         |  | Здравко Янакиев   |
| Защ        |  | Любен Митев       |
| Защ        |  | Борис Ставрев     |
| Защ        |  | Петр Христов      |
| ПЗ         |  | Георги Георгиев   |
| ПЗ         |  | Иван Булгаков     |
| Нап        |  | Димитр Димитриев  |
| Нап        |  | Эгон Терзетта (к) |
| Нап        |  | Петров            |
| Нап        |  | Алекси Алексиев   |
| Нап        |  | Андрей Иванов     |
| Тренер:    |  |                   |
| Эрнст Мург |  |                   |